# Nederlands Ereveld Hamburg

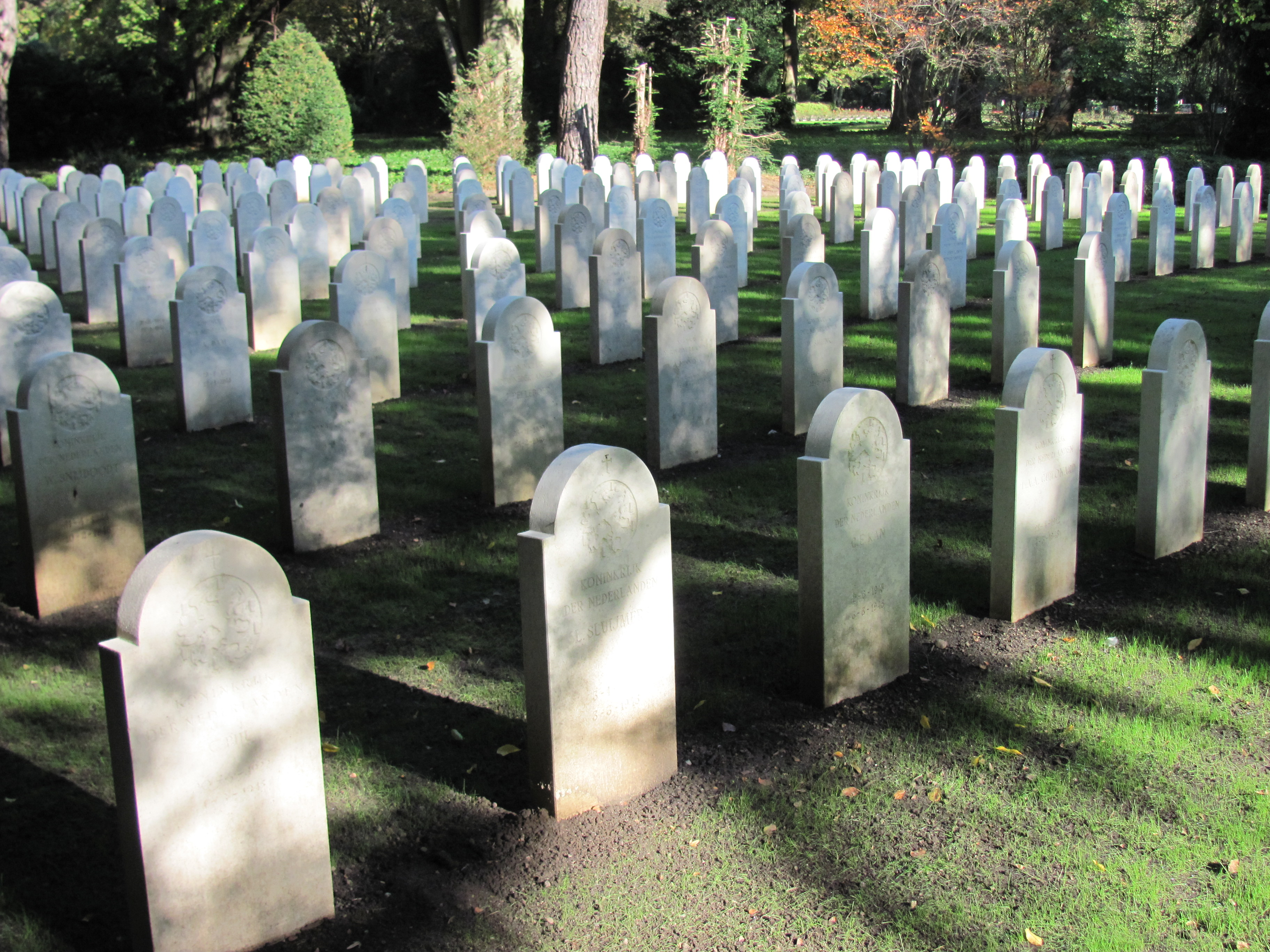
Ereveld Hamburg met 350 grafstenen

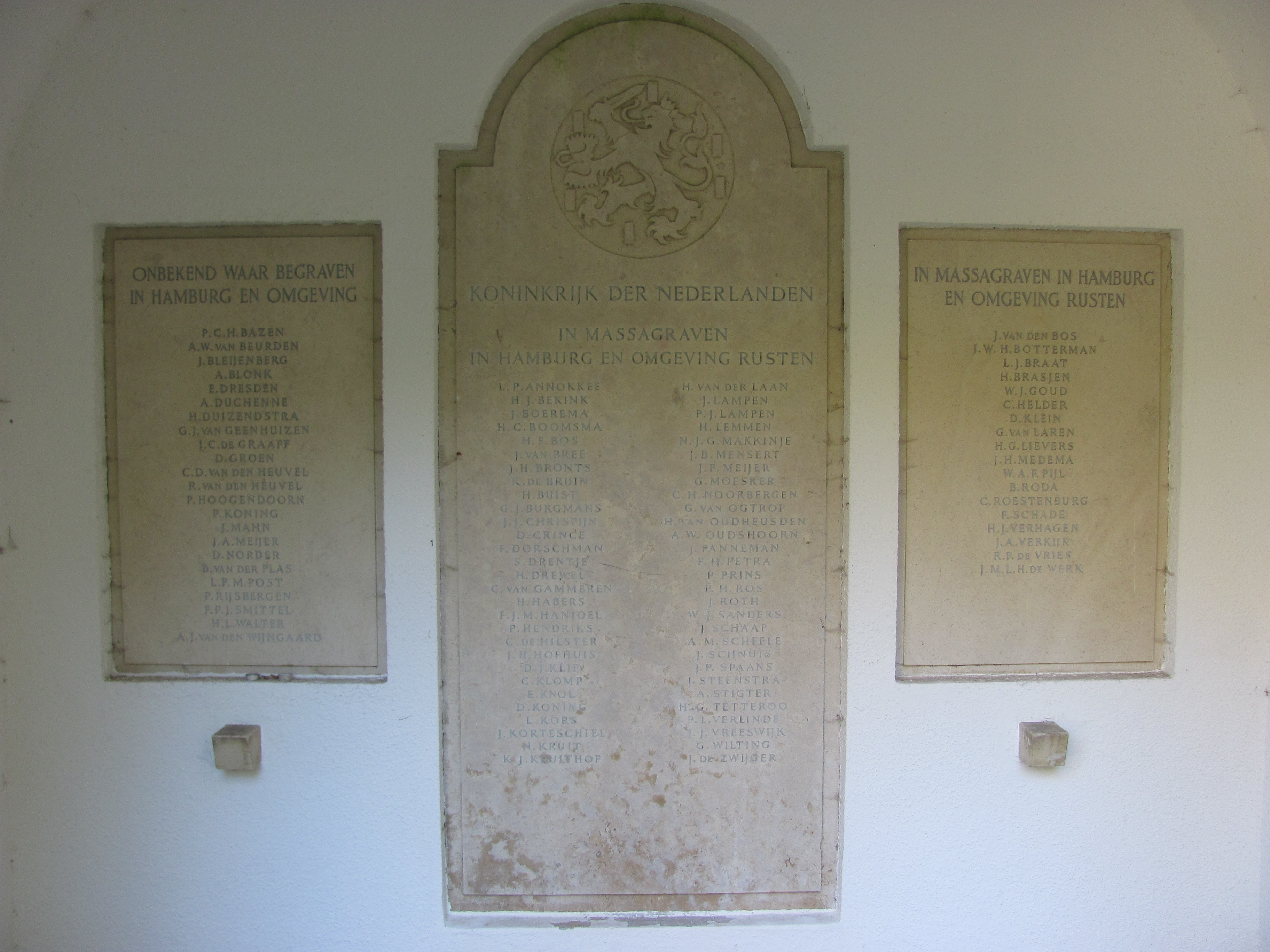
Drie gedenkstenen voor 99 verdere oorlogsslachtoffers

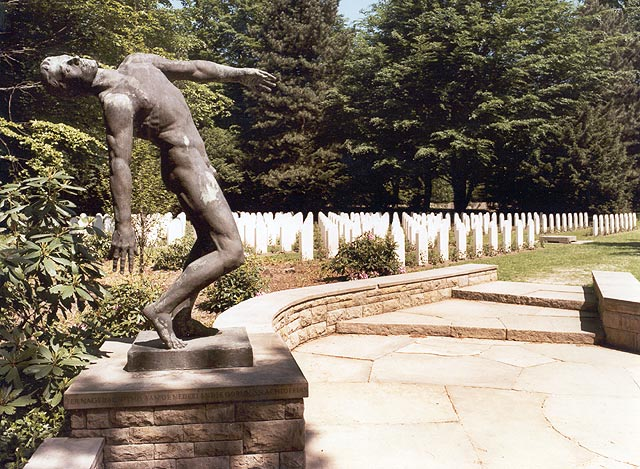
Monument vallende man op het Ereveld Hamburg voor slachtoffers van het concentratiecamp Neuengamme

Het Nederlands Ereveld Hamburg is een ereveld dat deel uitmaakt van het Friedhof Ohlsdorf en ligt in het stadsdeel Ohlsdorf in Hamburg in Duitsland. Het ligt in de buurt van de ingang van oosten Bramfeld, Bramfelder Chaussee en verwijderd van de kapel 13.

## Gedenken aan de slachtoffers
Hier zijn de graven van slachtoffers van concentratiekampen en van dwangarbeid en Arbeitseinsatz van Hamburg en omgeving. Het ereveld telt driehonderdvijftig graven van Nederlandse oorlogsslachtoffers die omkwamen in Duitse concentratiekampen, onder wie James van Beusekom en Jan van Duinen. Ook staan er op het ereveld drie gedenkstenen met daarop de namen van honderd Nederlandse slachtoffers die zijn omgekomen in concentratiekampen maar waarvan niet bekend is waar ze nu zijn. Er bestaat een naamlijst van Nederlandse slachtoffers van de Tweede Wereldoorlog op het Erebegraafplaats Hamburg.
Het ereveld Hamburg is een van de weinige erevelden die niet vrij te betreden zijn.
Het monument is een variant van het Monument vallende man van Cor van Kralingen voor de slachtoffers van het concentratiekamp Neuengamme.

## Verdere Nederlandse eregraven en gedenkplaatsen
- In KZ-Gedenkstätte Neuengamme is een gedenksteen voor de gedeporteerde en vermoorde inwoners van Putten (Gelderland) na de Razzia van Putten.
- Cap Arcona: massagraven en gedenkplaatsen rond om de Lübecker Bocht.

## Film
- (de)  tegelbarg: Hamburg Friedhof Ohlsdorf holländische Kriegsgräber (Hamburg Ohlsdorf Nederlandse oorlogsgraven) op YouTube Film is niet meer beschikbaar